# ドンタオ鶏

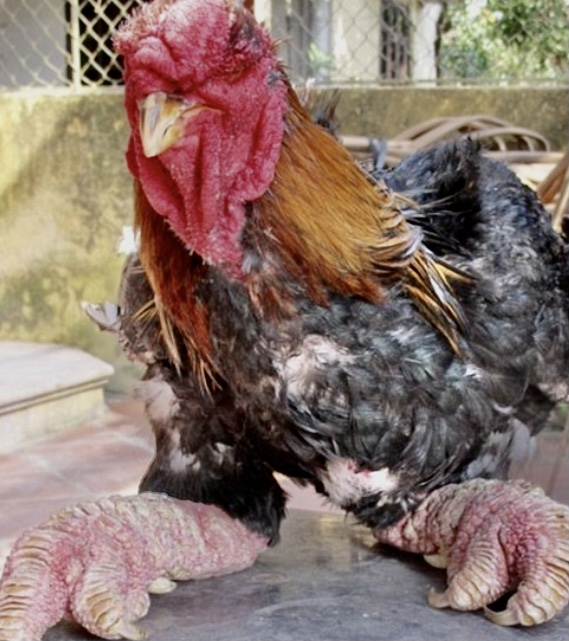
ドンタオ鶏

ドンタオ鶏（ベトナム語: gà Đông Tảo）、別称ドラゴンチキン、とは、ベトナムの希少とされる鶏の一種。大きな足が特徴である。ハノイ近郊のコアイチャウ県ドンタオ村を原産地とする。   
ベトナムでは高級食材として珍重されており、かつては王室や官僚に提供するためだけに飼育されていた。足が大きいため孵化が難しく、気温の変化にも弱いため飼育が難しい。雌鳥はその太い脚で卵を割ってしまうことが多いため、卵は通常、孵卵器に入れられる。体重5〜6kgの鶏が屠殺できるようになるまで、8カ月から1年の期間を要し、その肉は1キログラムあたり35万〜40万ドンで取引されることもある。